# 朱九思
朱九思（1916年—2015年6月13日），男，江苏扬州人，中华人民共和国教育家。

## 生平
1929年就读于扬州中学，1935年毕业。1936年考入国立武汉大学。1937年到延安，入抗日军政大学。1949年后曾任《群众日报》、《天津日报》、《新湖南报》总编缉、社长。1953年，与查谦等人创建华中工学院（1988改名华中理工大学，2000年改为华中科技大学），任副院长。1979年，担任院党委书记、院长。1983年5月28日至30日，中国高等教育学会在北京召开成立大会，大会选举了第一届理事会成员，他出任常务理事。1984年担任名誉院长。2015年6月13日晚18时09分病逝，享年99岁。

## 荣誉
曾获日本广岛大学名誉博士。